# Renouée vivipare
Bistorta vivipara
Espèce
Classification phylogénétique
La Renouée vivipare (Bistorta vivipara) est une espèce de plantes à fleurs de la famille des Polygonaceae. C'est un plante herbacée pérenne trouvée en Arctique et en zones de montagne.

## Taxonomie
Synonymes
Les travaux de phylogénie moléculaire ont montré qu'au sein de la famille des Polygonaceae, le genre Bistorta fait partie d'une lignée distincte de celles de Polygonum et de Persicaria auxquelles il a autrefois été rattaché.
Bistorta vivipara (L.) Delarbre a pour synonymes :
- Persicaria vivipara (L.) Ronse Decr., 1988
- Polygonum viviparum L.

## Description
La Renouée vivipare est une herbe vivace qui peut mesurer de 5 à 15 cm de hauteur. Elle a un rhizome épais et une tige dressée, lisse et non ramifiée. Les feuilles sont glabres à la face supérieure mais poilues et de couleur gris vert en dessous. Les feuilles basales sont elliptiques avec des longs pétioles et des bases arrondies, les plus hautes sont peu nombreuses, linéaires et réduites, sans pétioles. L'inflorescence est un épi cylindrique étroits. Les fleurs, situées dans la partie supérieure de l'épi, sont blanches ou roses. Elles comprennent cinq segments de périanthe, huit étamines avec des anthères pourpres et trois carpelles soudées. A la base de l'épi les fleurs sont remplacées par des bulbilles. Les fleurs produisent rarement des graines viables et la reproduction se fait normalement par les bulbilles, qui sont de petites structures semblables à des bulbes qui se développent à l'aisselle des bractées de l'inflorescence et des feuilles et peuvent se développer en de nouvelles plantes. Très souvent, une feuille se développe lorsque la bulbille est encore attaché à la plante mère. Les bulbilles sont riches en amidon et sont l'aliment préféré des lagopèdes alpins (Lagopus mutus) et des rennes; les bulbilles sont aussi parfois utilisées par les gens de l'Arctique. Le Bistort alpin fleurit en juin et juillet.

## Distribution et habitat
C'est une espèce commune dans toute la région arctique. Elle s'étend également vers le sud, dans les zones de haute montagne d'Eurasie et d'Amérique du Nord, comme les Alpes, les Carpates, les Pyrénées, le Caucase, le plateau tibétain...
Comme chez beaucoup de plantes alpines et arctiques, la croissance est lente : l'inflorescence met trois à quatre ans à parvenir à maturité depuis sa formation.